# Dirk Schönstädt
Dirk Detlev Schönstädt (* 8. September 1960 in Kassel) ist ein deutscher Jurist.
Seit dem 29. November 2016 ist er Präsident des Hessischen Verwaltungsgerichtshofes.

## Werdegang
Schönstädt leistete Wehrdienst und studierte nach seinem Abitur evangelische Theologie und Rechtswissenschaft in Marburg an der Philipps-Universität. Im Jahre 1994 wurde er zum Richter am Verwaltungsgericht ernannt.
Er war von 1997 bis 2003 als wissenschaftlicher Mitarbeiter an den Staatsgerichtshof des Landes Hessen abgeordnet, bis er als Richter zum Hessischen Verwaltungsgerichtshof wechselte. Im Januar 2015 wurde er zum Vorsitzenden Richter und im Juni 2015 zum Vizepräsidenten ernannt.
Zum 29. November 2016 wurde er zum Präsidenten des Hessischen Verwaltungsgerichtshofes ernannt.